# Puchar Zdobywców Pucharów w piłce siatkowej (1989/1990)
Puchar Zdobywców Pucharów w piłce siatkowej 1989/1990 (oficjalna nazwa: CEV Cup Winners' Cup 1989/1990) – 18. edycja Pucharu Zdobywców Pucharów zorganizowana przez Europejską Konfederację Piłki Siatkowej (CEV) w ramach europejskich pucharów. Zainaugurowana została 2 listopada 1989 roku.
W Pucharze Zdobywców Pucharów w sezonie 1989/1990 uczestniczyły 23 drużyny. Rozgrywki składały się z I rundy, 1/8 finału, ćwierćfinałów oraz turnieju finałowego. W I rundzie i 1/8 finału drużyny rywalizowały w parach, a o awansie decydował dwumecz. W ćwierćfinałach zespoły podzielone zostały na dwie grupy, w których rozegrały ze sobą po dwa mecze. Po dwie najlepsze drużyny z obu grup awansowały do turnieju finałowego.
Turniej finałowy odbył się w dniach 8-9 marca 1990 roku w PalaRaschi w Parmie. W ramach turnieju finałowego odbyły się półfinały, mecz o 3. miejsce i finał. Po raz trzeci, jednocześnie trzeci raz z rzędu, Puchar Zdobywców Pucharów zdobył klub Maxicono Parma, który w finale pokonał Sisleya Treviso. Trzecie miejsce zajęło Dinamo Moskwa.
Puchar Zdobywców Pucharów był drugim w hierarchii europejskich pucharów turniejem w sezonie 1989/1990 po Pucharze Europy Mistrzów Krajowych.

## Drużyny uczestniczące
| Państwo        | Drużyna                        |
| -------------- | ------------------------------ |
| Belgia         | VC Lennik                      |
| Bułgaria       | Lewski-Spartak Sofia           |
| Czechosłowacja | Aero Odolena Voda              |
| Finlandia      | Rantaperkiön Isku              |
| Francja        | ASUL Lyon                      |
| Grecja         | AS Aris                        |
| Hiszpania      | Constructora Atlántica Canaria |
| Holandia       | Rentokil ZVH                   |
| Izrael         | Maccabi Tel Awiw               |
| Jugosławia     | AOK Mladost Zagrzeb            |
| Luksemburg     | VC Mamer                       |
| NRD            | SC Traktor Schwerin            |
| Polska         | AZS Olsztyn                    |
| Portugalia     | Sporting CP                    |
| RFN            | Hamburger SV                   |
| Rumunia        | Dinamo Bukareszt               |
| Szwajcaria     | TSV Jona Volleyball            |
| Szwecja        | Floby VK                       |
| Turcja         | Sönmez Filamentspor            |
| Węgry          | Újpesti Dózsa                  |
| Włochy         | Maxicono Parma                 |
| Włochy         | Sisley Treviso                 |
| ZSRR           | Dinamo Moskwa                  |

## Rozgrywki

### I runda
| Data                                   | Drużyna 1                      | Wynik | Drużyna 2           | 1     | 2     | 3     | 4     | 5 | *      |
| -------------------------------------- | ------------------------------ | ----- | ------------------- | ----- | ----- | ----- | ----- | - | ------ |
|                                        | SC Traktor Schwerin            | 3:0   | Floby VK            | 15:4  | 15:5  | 15:4  |       |   | raport |
|                                        | SC Traktor Schwerin            | 3:0   | Floby VK            | 15:2  | 15:4  | 15:6  |       |   | raport |
| 4.11.1989                              | Rantaperkiön Isku              | 1:3   | Rentokil ZVH        | 3:15  | 15:13 | 4:15  | 10:15 |   | raport |
| 10.11.1989                             | Rantaperkiön Isku              | 0:3   | Rentokil ZVH        | 5:15  | 11:15 | 2:15  |       |   | raport |
|                                        | Sporting CP                    | 0:3   | ASUL Lyon           | 3:15  | 6:15  | 7:15  |       |   | raport |
|                                        | Sporting CP                    | 0:3   | ASUL Lyon           | 3:15  | 12:15 | 8:15  |       |   | raport |
| 5.11.1989                              | Újpesti Dózsa                  | 3:1   | TSV Jona Volleyball | 15:10 | 15:6  | 12:15 | 15:9  |   | raport |
|                                        | Újpesti Dózsa                  | 3:1   | TSV Jona Volleyball | 15:13 | 15:1  | 12:15 | 15:10 |   | raport |
| 2.11.1989                              | Constructora Atlántica Canaria | 0:3   | Sisley Treviso      | 12:15 | 7:15  | 6:15  |       |   | raport |
| 12.11.1989                             | Constructora Atlántica Canaria | 0:3   | Sisley Treviso      | 10:15 | 5:15  | 3:15  |       |   | raport |
| 4.11.1989                              | AZS Olsztyn                    | 3:0   | VC Mamer            | 15:10 | 15:7  | 15:4  |       |   | raport |
| 12.11.1989                             | AZS Olsztyn                    | 3:0   | VC Mamer            | 15:6  | 15:13 | 15:9  |       |   | raport |
|                                        | AS Aris                        | 3:0   | Maccabi Tel Awiw    | 15:9  | 15:6  | 15:3  |       |   | raport |
|                                        | AS Aris                        | 3:1   | Maccabi Tel Awiw    | 5:15  | 15:2  | 15:7  | 15:5  |   | raport |
| Po lewej gospodarze pierwszych meczów. |                                |       |                     |       |       |       |       |   |        |

### 1/8 finału
| Data                                   | Drużyna 1            | Wynik | Drużyna 2           | 1     | 2     | 3     | 4     | 5     | *      |
| -------------------------------------- | -------------------- | ----- | ------------------- | ----- | ----- | ----- | ----- | ----- | ------ |
|                                        | SC Traktor Schwerin  | 0:3   | Maxicono Parma      | 12:15 | 8:15  | 14:16 |       |       | raport |
|                                        | SC Traktor Schwerin  | 0:3   | Maxicono Parma      | 5:15  | 9:15  | 1:15  |       |       | raport |
|                                        | Dinamo Moskwa        | 3:1   | Rentokil ZVH        | 15:7  | 9:15  | 15:4  | 15:8  |       | raport |
| 9.12.1989                              | Dinamo Moskwa        | 3:0   | Rentokil ZVH        | 15:9  | 15:7  | 15:5  |       |       | raport |
|                                        | ASUL Lyon            | 3:1   | VC Lennik           | 15:10 | 15:7  | 12:15 | 15:5  |       | raport |
|                                        | ASUL Lyon            | 3:0   | VC Lennik           | 15:7  | 15:9  | 15:12 |       |       | raport |
|                                        | Újpesti Dózsa        | 3:1   | Sönmez Filamentspor | 15:12 | 15:12 | 10:15 | 15:7  |       | raport |
|                                        | Újpesti Dózsa        | 0:3   | Sönmez Filamentspor | 9:15  | 4:15  | 10:15 |       |       | raport |
|                                        | AOK Mladost Zagrzeb  | 0:3   | Sisley Treviso      | 5:15  | 16:17 | 10:15 |       |       | raport |
|                                        | AOK Mladost Zagrzeb  | 0:3   | Sisley Treviso      | 6:15  | 3:15  | 7:15  |       |       | raport |
| 2.12.1989                              | AZS Olsztyn          | 3:2   | Hamburger SV        | 15:11 | 10:15 | 15:12 | 10:15 | 15:12 | raport |
| 9.12.1989                              | AZS Olsztyn          | 1:3   | Hamburger SV        | 14:16 | 9:15  | 15:11 | 10:15 |       | raport |
|                                        | Lewski-Spartak Sofia | 3:1   | Aero Odolena Voda   | 16:14 | 15:12 | 7:15  | 15:13 |       | raport |
| 10.12.1989                             | Lewski-Spartak Sofia | 0:3   | Aero Odolena Voda   | 8:15  | 6:15  | 7:15  |       |       | raport |
|                                        | Dinamo Bukareszt     | 3:0   | AS Aris             | 15:4  | 15:7  | 15:11 |       |       | raport |
|                                        | Dinamo Bukareszt     | 3:2   | AS Aris             | 15:7  | 6:15  | 15:8  | 5:15  | 15:13 | raport |
| Po lewej gospodarze pierwszych meczów. |                      |       |                     |       |       |       |       |       |        |

### Ćwierćfinały
awans do półfinału

#### Grupa A
Tabela
| Lp. | Drużyna             | Pkt | Mecze | Mecze | Mecze | Sety | Sety | Sety  | Małe punkty | Małe punkty | Małe punkty |
| Lp. | Drużyna             | Pkt | M     | W     | P     | wyg. | prz. | ratio | zdob.       | str.        | ratio       |
| --- | ------------------- | --- | ----- | ----- | ----- | ---- | ---- | ----- | ----------- | ----------- | ----------- |
| 1   | Maxicono Parma      | 12  | 6     | 6     | 0     | 18   | 3    | 6.000 | 306         | 162         | 1.889       |
| 2   | Dinamo Moskwa       | 10  | 6     | 4     | 2     | 14   | 7    | 2.000 | 272         | 208         | 1.308       |
| 3   | ASUL Lyon           | 8   | 6     | 2     | 4     | 8    | 13   | 0.615 | 213         | 258         | 0.826       |
| 4   | Sönmez Filamentspor | 6   | 6     | 0     | 6     | 1    | 18   | 0.056 | 119         | 282         | 0.422       |

Źródło: 
Zasady ustalania kolejności: 1. liczba zdobytych punktów; 2. wyższy stosunek setów; 3. wyższy stosunek małych punktów.
Punktacja: zwycięstwo – 2 pkt; porażka – 1 pkt
Wyniki spotkań
| Data       | Drużyna 1           | Wynik | Drużyna 2           | 1     | 2     | 3     | 4     | 5     | *      |
| ---------- | ------------------- | ----- | ------------------- | ----- | ----- | ----- | ----- | ----- | ------ |
| 10.01.1990 | ASUL Lyon           | 0:3   | Maxicono Parma      | 4:15  | 5:15  | 2:15  |       |       | raport |
| 10.01.1990 | Sönmez Filamentspor | 0:3   | Dinamo Moskwa       | 4:15  | 8:15  | 9:15  |       |       | raport |
| 17.01.1990 | Maxicono Parma      | 3:0   | Dinamo Moskwa       | 15:7  | 15:2  | 15:10 |       |       | raport |
| 17.01.1990 | ASUL Lyon           | 3:0   | Sönmez Filamentspor | 15:3  | 15:5  | 15:2  |       |       | raport |
| 24.01.1990 | Dinamo Moskwa       | 3:0   | ASUL Lyon           | 15:8  | 15:5  | 15:5  |       |       | raport |
| 24.01.1990 | Sönmez Filamentspor | 0:3   | Maxicono Parma      | 5:15  | 1:15  | 11:15 |       |       | raport |
| 7.02.1990  | Maxicono Parma      | 3:0   | Sönmez Filamentspor | 15:3  | 15:2  | 15:9  |       |       | raport |
| 7.02.1990  | ASUL Lyon           | 1:3   | Dinamo Moskwa       | 16:14 | 9:15  | 8:15  | 7:15  |       | raport |
| 14.02.1990 | Sönmez Filamentspor | 1:3   | ASUL Lyon           | 13:15 | 15:12 | 5:15  | 8:15  |       | raport |
| 14.02.1990 | Dinamo Moskwa       | 2:3   | Maxicono Parma      | 7:15  | 15:11 | 15:12 | 9:15  | 13:15 | raport |
| 21.02.1990 | Dinamo Moskwa       | 3:0   | Sönmez Filamentspor | 15:8  | 15:8  | 15:0  |       |       | raport |
| 21.02.1990 | Maxicono Parma      | 3:1   | ASUL Lyon           | 15:5  | 13:15 | 15:11 | 15:11 |       | raport |

#### Grupa B
Tabela
| Lp. | Drużyna           | Pkt | Mecze | Mecze | Mecze | Sety | Sety | Sety  | Małe punkty | Małe punkty | Małe punkty |
| Lp. | Drużyna           | Pkt | M     | W     | P     | wyg. | prz. | ratio | zdob.       | str.        | ratio       |
| --- | ----------------- | --- | ----- | ----- | ----- | ---- | ---- | ----- | ----------- | ----------- | ----------- |
| 1   | Sisley Treviso    | 11  | 6     | 5     | 1     | 15   | 4    | 3.750 | 260         | 188         | 1.383       |
| 2   | Hamburger SV      | 9   | 6     | 3     | 3     | 11   | 9    | 1.222 | 247         | 230         | 1.074       |
| 3   | Aero Odolena Voda | 9   | 6     | 3     | 3     | 9    | 12   | 0.750 | 245         | 252         | 0.972       |
| 4   | Dinamo Bukareszt  | 7   | 6     | 1     | 5     | 6    | 16   | 0.375 | 223         | 305         | 0.731       |

Źródło: 
Zasady ustalania kolejności: 1. liczba zdobytych punktów; 2. wyższy stosunek setów; 3. wyższy stosunek małych punktów.
Punktacja: zwycięstwo – 2 pkt; porażka – 1 pkt
Wyniki spotkań
| Data       | Drużyna 1         | Wynik | Drużyna 2         | 1     | 2     | 3     | 4     | 5 | *      |
| ---------- | ----------------- | ----- | ----------------- | ----- | ----- | ----- | ----- | - | ------ |
| 10.01.1990 | Dinamo Bukareszt  | 3:1   | Hamburger SV      | 5:15  | 15:8  | 15:11 | 17:16 |   | raport |
| 10.01.1990 | Aero Odolena Voda | 0:3   | Sisley Treviso    | 11:15 | 10:15 | 6:15  |       |   | raport |
| 17.01.1990 | Hamburger SV      | 3:0   | Aero Odolena Voda | 15:5  | 15:8  | 15:13 |       |   | raport |
| 17.01.1990 | Sisley Treviso    | 3:0   | Dinamo Bukareszt  | 15:10 | 15:4  | 15:5  |       |   | raport |
| 24.01.1990 | Aero Odolena Voda | 3:1   | Dinamo Bukareszt  | 9:15  | 15:8  | 15:13 | 15:8  |   | raport |
| 24.01.1990 | Sisley Treviso    | 3:0   | Hamburger SV      | 15:11 | 15:10 | 15:7  |       |   | raport |
| 7.02.1990  | Dinamo Bukareszt  | 1:3   | Sisley Treviso    | 8:15  | 15:6  | 9:15  | 10:15 |   | raport |
| 7.02.1990  | Aero Odolena Voda | 3:1   | Hamburger SV      | 6:15  | 15:4  | 15:10 | 15:5  |   | raport |
| 14.02.1990 | Sisley Treviso    | 3:0   | Aero Odolena Voda | 15:12 | 15:8  | 15:7  |       |   | raport |
| 14.02.1990 | Hamburger SV      | 3:0   | Dinamo Bukareszt  | 15:12 | 15:2  | 15:13 |       |   | raport |
| 21.02.1990 | Hamburger SV      | 3:0   | Sisley Treviso    | 15:6  | 15:12 | 15:11 |       |   | raport |
| 21.02.1990 | Dinamo Bukareszt  | 1:3   | Aero Odolena Voda | 17:15 | 7:15  | 8:15  | 7:15  |   | raport |

### Turniej finałowy
Miejsce: PalaRaschi,  Parma
Wszystkie godziny według strefy czasowej UTC+1.

#### Półfinał
| Data      | Godz. | Drużyna 1      | Wynik | Drużyna 2     | 1    | 2     | 3     | 4    | 5 | *      |
| --------- | ----- | -------------- | ----- | ------------- | ---- | ----- | ----- | ---- | - | ------ |
| 8.03.1990 | 18:00 | Sisley Treviso | 3:0   | Dinamo Moskwa | 15:5 | 15:11 | 16:14 |      |   | raport |
| 8.03.1990 | 20:30 | Maxicono Parma | 3:1   | Hamburger SV  | 15:8 | 15:12 | 12:15 | 15:7 |   | raport |

#### Mecz o 3. miejsce
| Data      | Godz. | Drużyna 1     | Wynik | Drużyna 2    | 1    | 2     | 3     | 4 | 5 | *      |
| --------- | ----- | ------------- | ----- | ------------ | ---- | ----- | ----- | - | - | ------ |
| 9.03.1990 | 14:00 | Dinamo Moskwa | 3:0   | Hamburger SV | 15:5 | 15:11 | 15:11 |   |   | raport |

#### Finał
| Data      | Godz. | Drużyna 1      | Wynik | Drużyna 2      | 1     | 2     | 3    | 4     | 5 | *      |
| --------- | ----- | -------------- | ----- | -------------- | ----- | ----- | ---- | ----- | - | ------ |
| 9.03.1990 | 18:00 | Sisley Treviso | 1:3   | Maxicono Parma | 12:15 | 13:15 | 15:6 | 17:15 |   | raport |

## Klasyfikacja końcowa
| Miejsce | Drużyna        |
| ------- | -------------- |
| 1.      | Maxicono Parma |
| 2.      | Sisley Treviso |
| 3.      | Dinamo Moskwa  |
| 4.      | Hamburger SV   |
| Źródło: |                |